# Harceliciel
Un harceliciel (de l'anglais : nagware, annoyware, begware), logiciel harcelant ou encore agaciel est un logiciel (généralement un partagiciel) qui rappelle fréquemment à l'utilisateur qu'il en emploie une copie non enregistrée, qu'il doit s'inscrire et régler le montant de la licence pour bénéficier désormais de celui-ci, après une période de test gratuit autorisé.
À chaque lancement ou fermeture du logiciel, ou parfois même pendant son utilisation, l'utilisateur est dérangé ou retardé par des messages qui s'affichent constamment (forme de harcèlement), ou par des écrans de rappel invitant à enregistrer le produit.

## Terminologie
Le terme « harceliciel », mot-valise issu de la contraction des mots « harceler » et « logiciel », a été proposé par l'Office québécois de la langue française (OQLF) comme équivalent des termes anglais « nagware » et « hassleware ».
Le terme « agaciel », de source orale, correspond au terme anglais annoyware (« to annoy » = agacer, importuner) et porte un jugement un peu moins sévère sur le logiciel en question. Quant au terme anglais « guiltware », il met en évidence l'idée de « culpabilité » pouvant alors être ressentie par l'utilisateur qui profite d'un partagiciel non enregistré.

## Exemples
WinRAR est un exemple célèbre d'harceliciel : à la fin de la période d'essai (40 jours), il est rappelé à chaque lancement que l'utilisateur est prié d'acheter sa licence.
Windows est un autre exemple bien connu : à la fin de la période d'activation (30 jours), un message s'affiche à chaque démarrage, invitant l'utilisateur à activer sa licence. Par exemple Windows Genuine Advantage.
Dans le domaine du son et de la musique, Reaper est un DAW qui fonctionne sur le principe du harceliciel (un message demandant d'acheter une licence s'affiche à chaque lancement).